# Lanmodez
Lanmodez (tiếng Breton: Lanvaodez) là một xã của tỉnh Côtes-d’Armor, thuộc vùng Bretagne, tây bắc Pháp.

## Dân số
Người dân ở Lanmodez được gọi là Lanmodéziens.